# IBM Systeem/360

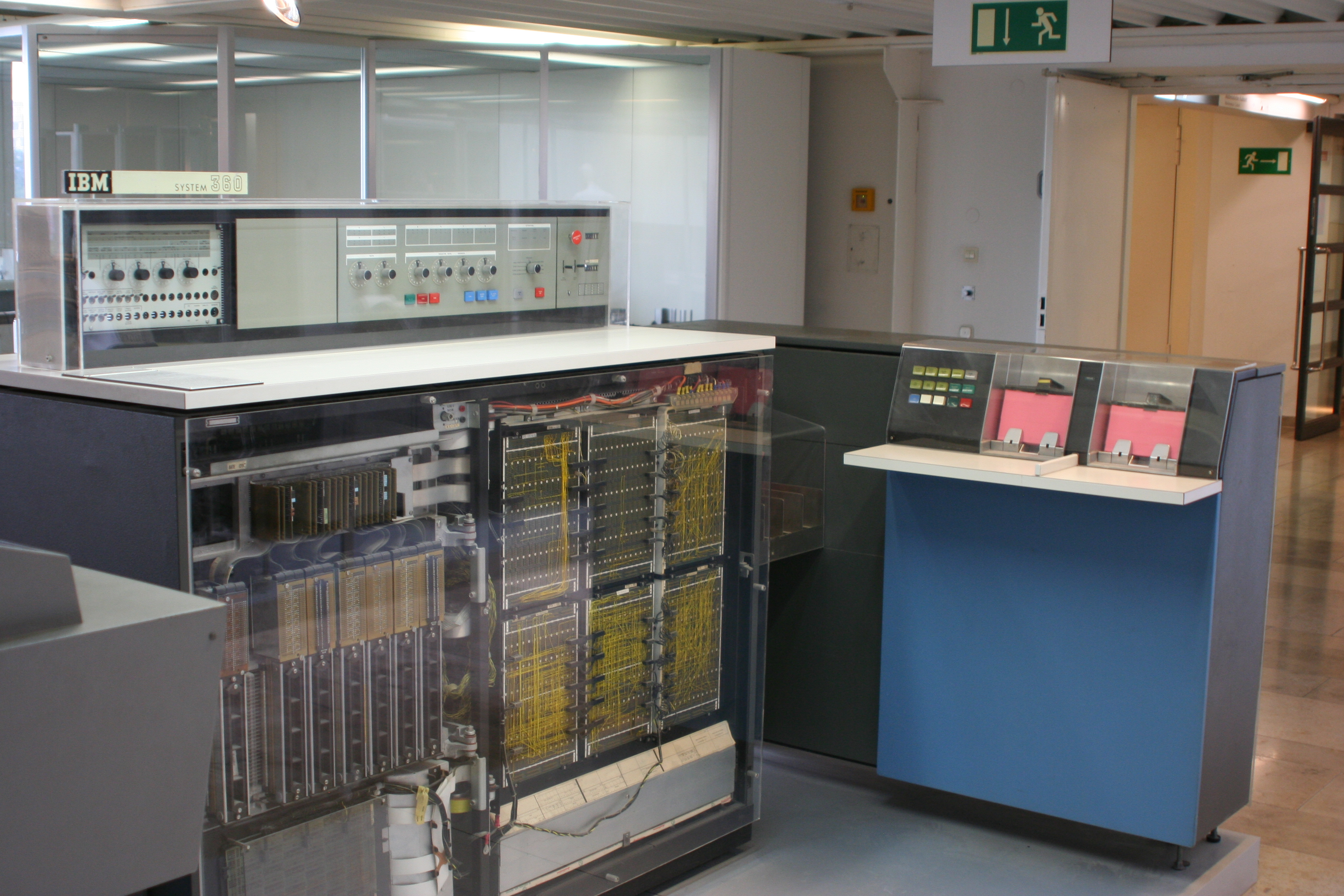
360-20

Het Systeem/360 (System/360; S/360) werd in 1964 door IBM geïntroduceerd als mainframe voor zowel administratieve als wetenschappelijke toepassingen.
Voor de introductie van het Systeem/360 produceerde IBM twee afzonderlijke computerseries. De modellen uit de 700-serie en de 1620 werden verkocht voor technisch-wetenschappelijke toepassingen, de modellen uit de 1400-serie dienden voor toepassingen waarbij het accent meer lag op het verwerken van informatie dan op de complexiteit van het rekenwerk.
De architectuur van Systeem/360 werd ontwikkeld door een team onder leiding van Gene Amdahl, waarin ook de Nederlandse informaticus Gerrit Blaauw een rol had. Deze architectuur was een van de eerste oplossingen waarin de hardware zodanig was geabstraheerd dat dezelfde software op alle modellen uit de 360-serie ongewijzigd kon worden uitgevoerd. Dit concept heeft zich in de loop der decennia ontwikkeld tot TIMI, dat nog steeds door IBM wordt toegepast.
In 1970 werd de 360 opgevolgd door Systeem/370, en later door de IBM 3090 die werd doorontwikkeld tot het huidige System z196.

## Hardware

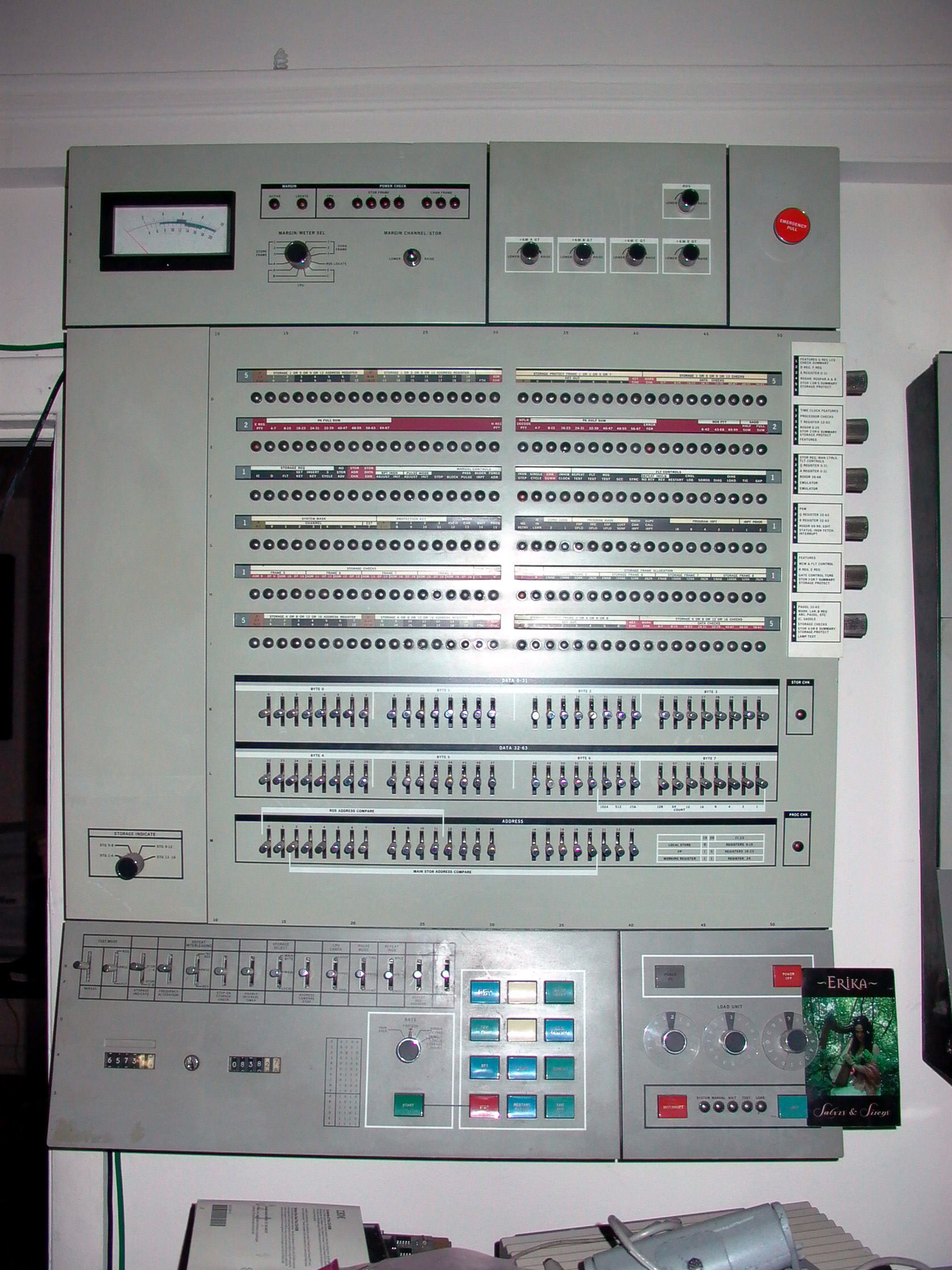
operators console van 360-65

Door toepassing van kanalen (channels) werd in het S/360 de processor ontlast: de kanalen droegen zelfstandig zorg voor aansturing van externe media (magneetband en -schijf) en konden de gegevens gebufferd aanleveren. Daarnaast was het Systeem/360 voorzien van geheugenbescherming, een techniek waarmee voorkomen werd dat een programma toegang kreeg tot het geheugendeel dat was toegewezen aan een ander programma, dat simultaan werd uitgevoerd.
De processor van Systeem/360 is 8-bits met een controlebit. Met sommige modellen kan decimaal en binair worden gerekend. Voor berekeningen met drijvende komma hebben sommige modellen vier extra 64-bits registers.
| Model | Geheugengrootte (in KiB) | Woordbreedte (in bits) |
| ----- | ------------------------ | ---------------------- |
| 20    | 4 - 32                   | 4/16                   |
| 25    | 16 - 48                  | 16                     |
| 30    | 8 - 64                   | 8                      |
| 40    | 16 - 256                 | 16                     |
| 44    | 32 - 128                 | 32                     |
| 50    | 64 - 512                 | 32                     |
| 65    | 128 - 1024               | 64                     |
| 67    | 256 - 1024               | 64                     |
| 75    | 256 - 1024               | 64                     |
| 85    | 512 - 4096               | 128                    |

## Software
De basis van de software werd gevormd door het besturingssysteem, dat de uitvoering van alle taken bestuurde. Hoewel Systeem/360 de pretentie had van een reeks compatibele systemen werden er wel verschillende besturingssystemen op gebruikt, met name DOS/360 en OS/360, dat laatste systeem in een PCP, MFT en MVT variant. In die tijden leverde de leverancier van de hardware als vanzelfsprekend ook de software. Voor het ontwikkelen van toepassingen introduceerde men ook een nieuwe universele programmeertaal PL/1. In de praktijk bleven veel ontwikkelaars echter de voorkeur geven aan gespecialiseerde programmeertalen zoals Fortran en COBOL.